# Тоні Лато
Антоніо Латорре (ісп. Antonio Latorre), відомий як Тоні Лато (ісп. Toni Lato, нар. 21 листопада 1997, Ла-Побла-де-Вальбона) — іспанський футболіст, захисник «Мальорки». 
Виступав, зокрема, за клуб «Валенсія», а також за молодіжну збірну Іспанії.

## Клубна кар'єра
Народився 21 листопада 1997 року в місті Ла-Побла-де-Вальбона. Вихованець футбольної школи клубу «Валенсія».
У дорослому футболі дебютував 2014 року виступами за команду «Валенсія Месталья», а за три роки був переведений до головної команди «Валенсії». У її складі не став стабільним гравцем «основи» і влітку 2019 року був відданий в оренду до ПСВ, в структурі якого грав лише за молодіжну команду, а згодом також на умовах оренди грав за «Осасуну».
Сезон 2020/21 розпочав вже у складі основної команди «Валенсії».
У червні 2023 року перейшов у інший клуб Ла-Ліги — «Мальорку».

## Виступи за збірні
2015 року дебютував у складі юнацької збірної Іспанії (U-18), загалом на юнацькому рівні взяв участь у 5 іграх, відзначившись одним забитим голом.
Протягом 2017–2018 років залучався до складу молодіжної збірної Іспанії. На молодіжному рівні зіграв у 4 офіційних матчах.

## Статистика виступів

### Статистика виступів за збірну
Станом на 15 листопада 2017